# Okresy na Slovensku

Mapa současných slovenských okresů

Okresy na Slovensku jsou administrativní jednotky Slovenské republiky. Okresy nemají v současnosti na rozdíl od krajů správní funkci. Jejich území existují už jen jako statistické jednotky. Od roku 1997 je na Slovensku 79 okresů, přičemž hlavní město Bratislava je rozdělené na pět okresů a město Košice na čtyři okresy.

## Vývoj

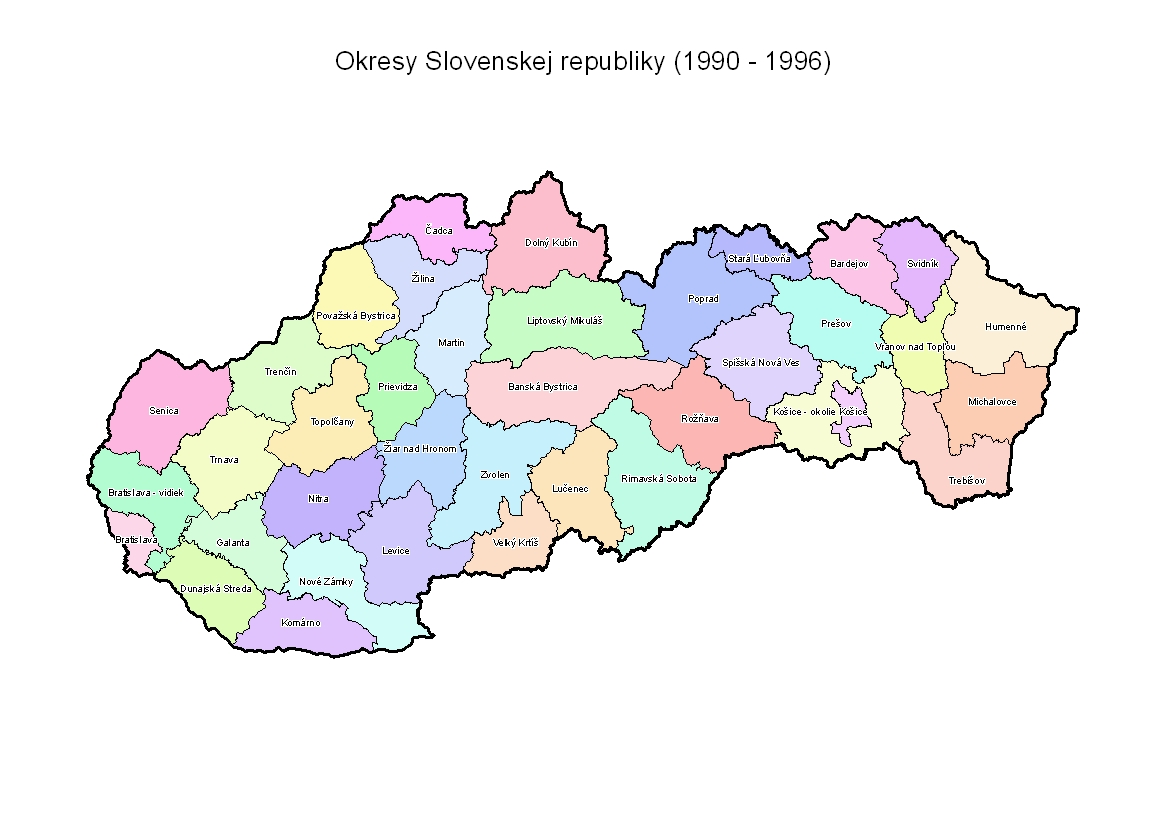
Okresy na Slovensku do roku 1996

Okresy jako správní jednotka se na území Slovenska vyskytují už od dob Uherska, jehož vyšší správní jednotky, župy, byly dále členěny právě na okresy (maďarsky járás(ok)). Po vzniku Československa bylo toto rozčlenění zhruba zachováno (89 okresů, později 91 okresů), ačkoliv vyšší celky (župy, později kraje) svůj rozsah výrazně měnily.
Podstatná změna přišla teprve se správní reformou roku 1960, kdy byl počet okresů na Slovensku radikálně snížen na 33. Od 9. března 1968 získala Bratislava (dosavadní okres Bratislava-mesto) zvláštní postavení, nadále se tedy nejednalo o okres, ale o samostatnou územní jednotku (v některých ohledech obdobnou okresu, ale na úrovni kraje). Od 20. března 1968 vznikly čtyři nové okresy (Stará Ľubovňa, Svidník, Veľký Krtíš a Vranov) vyčleněním z území stávajících okresů. Dne 19. května 1968 byl dosavadní okres Košice rozdělen na okresy Košice-mesto a Košice-vidiek. K 1. červenci 1969 byl změněn název okresu Vranov podle celého názvu okresního města na Vranov nad Topľou.
Těchto 37 okresů (a Bratislava jako samostatná územní jednotka) existovalo do roku 1996.

### Okresy do roku 1996 (a jejich SPZ)
| - Banská Bystrica (BB, BC) - Bardejov (BJ) - Bratislava (BA, BL, BT) - Bratislava-venkov (Bratislava-vidiek, BH, BY) - Čadca (CA) - Dolný Kubín (DK) - Dunajská Streda (DS) - Galanta (GA) - Humenné (HN) - Komárno (KN) - Košice (KE) - Košice-okolí (Košice-okolie, KS) | - Levice (LV) - Liptovský Mikuláš (LM) - Lučenec (LC) - Martin (MT) - Michalovce (MI) - Nitra (NR) - Nové Zámky (NZ) - Poprad (PP) - Považská Bystrica (PX) - Prešov (PO) - Prievidza (PD) - Rimavská Sobota (RS) - Rožňava (RV) | - Senica (SE) - Spišská Nová Ves (SN) - Stará Ľubovňa (SL) - Svidník (SK) - Topoľčany (TO) - Trebišov (TV) - Trenčín (TN) - Trnava (TT) - Veľký Krtíš (VK) - Vranov nad Topľou (VV) - Zvolen (ZV) - Žiar nad Hronom (ZH) - Žilina (ZA, ZI) |

V roce 1997 bylo území Slovenska rozděleno na dnešních 79 okresů, tedy více než na dvojnásobek předešlého počtu. Toto množství se blížilo stavu před rokem 1960, ale nové rozčlenění bylo méně rovnoměrné – zatímco většina dosavadních okresů byla rozdělena na dva až tři menší, okresů podél jižní hranice (se silnou maďarskou menšinou až většinou) se změna téměř nedotkla a zůstaly v původním rozsahu, a to i když měly nápadně nekompaktní tvar (okres Nové Zámky nebo Trebišov). Tyto okresy tak byly mnohonásobně větší a lidnatější než okresy jiné.
Do 31. prosince 2003 byl každý tento okres spravovaný okresním úřadem, který vykonával na jeho území státní správu. Tyto úřady však byly zrušeny a počínaje 1. lednem 2004 nahrazeny tzv. obvodními úřady, kterých je na Slovensku 50. Tyto úřady jsou místními orgány státní správy pro oblast všeobecné vnitřní správy, živností, civilní ochrany a řízení státu v krizových situacích kromě období válečného stavu. Protože obvodních úřadů je méně než okresů, je pro některé okresy jeden společný obvodní úřad. Zpravidla se jedná o skupinu sousedících okresů (rozsah je určen zákonem). Ale naopak v okrese Nové Zámky jsou obvodní úřady jak ve městě Nové Zámky, tak i ve městě Štúrovo. Rozložení obvodních úřadů je rovnoměrnější než dosavadních úřadů okresních a je určitým kompromisem mezi okresy starými (do roku 1996) a novými.

## Seznam současných okresů
| - Banská Bystrica - Banská Štiavnica - Bardejov - Bánovce nad Bebravou - Brezno - Bratislava I - Bratislava II - Bratislava III - Bratislava IV - Bratislava V - Bytča - Čadca - Detva - Dolný Kubín - Dunajská Streda - Galanta - Gelnica - Hlohovec - Humenné - Ilava - Kežmarok - Komárno - Košice I - Košice II - Košice III - Košice IV - Košice-okolí (Košice-okolie) | - Krupina - Kysucké Nové Mesto - Levice - Levoča - Liptovský Mikuláš - Lučenec - Malacky - Martin - Medzilaborce - Michalovce - Myjava - Námestovo - Nitra - Nové Mesto nad Váhom - Nové Zámky - Partizánske - Pezinok - Piešťany - Poltár - Poprad - Považská Bystrica - Prešov - Prievidza - Púchov - Revúca - Rimavská Sobota | - Rožňava - Ružomberok - Sabinov - Senec - Senica - Skalica - Snina - Sobrance - Spišská Nová Ves - Stará Ľubovňa - Stropkov - Svidník - Šaľa - Topoľčany - Trebišov - Trenčín - Trnava - Turčianske Teplice - Tvrdošín - Veľký Krtíš - Vranov nad Topľou - Zlaté Moravce - Zvolen - Žarnovica - Žiar nad Hronom - Žilina |